# Antoine-Marie Lupi
Pour les articles homonymes, voir Lupi.
Antoine-Marie Lupi (né le 14 juillet 1695 Florence et mort le 3 novembre 1737 à Palerme) est un archéologue, littérateur et antiquaire italien.

## Biographie
Né à Florence le 14 juillet 1695, sollicita son admission chez les Jésuites, après avoir terminé ses premières études, professa la philosophie à Macerata, et remplit successivement différents emplois dans la Société. En 1733, le P. Lupi fut envoyé à Palerme, pour y prendre la direction du collège des nobles, nouvellement créé en celte ville : son zèle était si grand qu’il consentit à se charger en même temps de l’enseignement de la rhétorique, et de la surveillance générale des études ; mais l’excès du travail détruisit sa santé, et il mourut, le 3 novembre 1737, à un âge où l’on pouvait attendre, de ses talents, des ouvrages plus importants que ceux qu’il a publiés. Il était également versé dans l’histoire, la philosophie, les mathématiques etc. : il entretenait une correspondance suivie avec les hommes les plus savants de son temps ; et il comptait au nombre de ses amis Anton Francesco Gori, Giovanni Lami, Agostino Antonio Giorgi, Edouard Corsini, Jörgen Zoega, etc.

## Œuvres
On a de Lupi :
- Due discorsi accademici, il primo dell’anno, il secondo del giorno della Nascita di Gesù Cristo. Ces deux dissertations lues par l’auteur à l’académie de Palerme, gli pastori Ereini, ont été publiées par le P. Calogerà dans le tom. XXII de sa Raccolta[2]. – Discorso accademico nell’acclamazione del nuovo Arcipastore dell’Accademia degli Ereini, inséré dans le même Recueil, tom. XXIV[3] ;
- Dissertatio et animadversiones ad nuper inventum Severae martyris epitaphium, Palerme, 1734, in-folio fig. ; ouvrage plein d’érudition et fort estimé. L’épitaphe dont il s’agit avait été découverte, l’année précédente, dans les catacombes de Rome ;
- Theses historicae, chronologicae, criticae, philologicae, etc., ad Vitam S. Constantini Magni Imperatoris Augusti pro disputatione habenda in Regali Collegio Carolino Nobilium, ibid. 1736, in-4o. Ces thèses ont été réimprimées avec des additions, à Florence en 1749, par les soins du P. Francesco Antonio Zaccaria, et insérées par Gori dans le Symbolae litterariae, Florence, 1752, t. IX, p. 133-176[4] ;
- Notizie di S. Innocenzo fanciullo e martire, etc., ibid., 1737, in-4o. Les reliques de ce saint sont conservées dans la chapelle du collége de Palerme ;
- Dissertazioni e lettere filologiche, antiquarie, etc., Arezzo, 1753, in-8o. C’est le recueil des opuscules inédits de Lupi, publiés par Gori. On y trouve 8 dissertations et 20 lettres adressées à Girolamo Lagomarsini, à Anton Francesco Gori et à Domenico Maria Manni ; deux de ces lettres, relatives principalement à la ville, aux antiquités et fameux détroit de Messine, furent vivement critiquées par Andrea Gallo, sous ce titre : Lettere del signor Aldo La Grane ad un amico, Livourne, 1757, in-4o fig. Le P. Zaccaria a donné un recueil beaucoup plus ample des opuscules de Lupi (Dissertazioni, lettere ed altre operette, con giunte ed annotazioni), Faenza, 1755, 2 part. in-4o fig. La Ire de ces dissertations traite des baptistères anciens ; il y prouve que les anciennes églises baptismales furent faites sur le modèle des édifices païens à l’usage des bains. Il y montre beaucoup d’érudition grecque et latine, une grande connaissance des antiquités et de l’architecture. La seconde dissertation explique deux inscriptions de cimetières, une pierre précieuse et un plomb à deux faces représentant le martyre de saint Laurent. La 3e et la 4e traitent de l’année et du jour de la nativité du rédempteur des hommes : les autres roulent sur divers sujets d’antiquité profane et ecclésiastique[5]. Cette collection intéressante est devenue rare ; le savant éditeur l’a fait précéder d’une Notice sur la vie et les écrits de Lupi, et des différentes pièces publiées à sa louange par ses amis. Giovanni Lami a donné la vie du P. Lupi dans son Memorabilia Italorum Eruditione Praestantium, t. II, part. I, 1747[6],[7].